# Geschichte Mexikos
Die Geschichte Mexikos umfasst die Entwicklungen auf dem Gebiet der Vereinigten Mexikanischen Staaten von der Urgeschichte bis zur Gegenwart.

## Präkolumbische Geschichte (bis 1519)
Nach dem derzeitigen Forschungsstand liegt die erste Besiedlung (Tlapacoya) um etwa 20.000 bis 22.000 Jahre zurück. Erste Spuren von Ackerbau finden sich ca. 1500 bis 900 v. Chr. Etwa 1500 v. Chr. wurde die Stadt Tlatilco im Tal von Mexiko besiedelt, die erst im 4. Jahrhundert wieder aufgegeben wurde. Tlatilco stand unter anderem unter dem kulturellen Einfluss der Olmeken. Komplexere Kulturen bildeten sich von 900 bis 300 v. Chr. Zwischen 100 und 900 n. Chr. bildeten sich die sogenannten mesoamerikanischen Zivilisationen heraus. Es entwickelten sich die Kulturen der Maya, Olmeken, Tolteken und Azteken. Um 1500 n. Chr. waren die Azteken das beherrschende Volk im Gebiet des heutigen Mexiko.

## Die spanischen Eroberer (1519–1535)

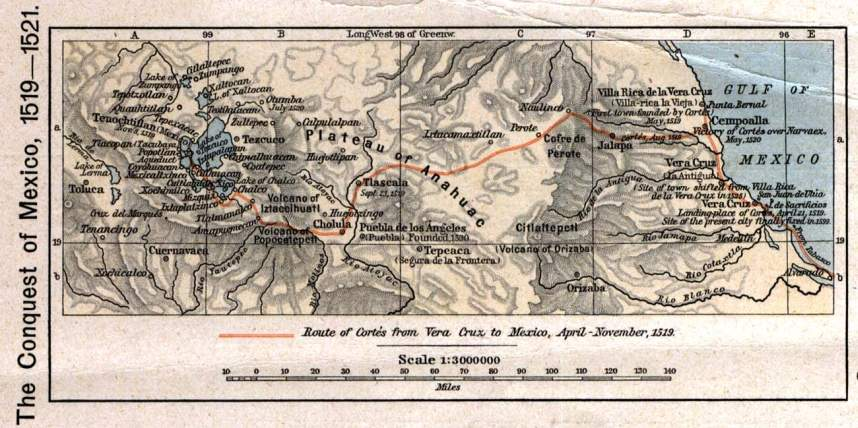
The Conquest of Mexico, 1519–1521

Im Jahr 1519 besiedelten und eroberten die spanischen Konquistadoren das Land. Bereits 1517 hatte Francisco Hernández de Córdoba die Halbinsel Yucatán im Süden Mexikos erforscht. Ihm folgte 1518 Juan de Grijalva, der nördlich bis zum Fluss Río Pánuco vordrang. Der wichtigste Eroberer war Hernán Cortés, der 1519 in das Land kam. Er gründete die erste Stadt der europäischen Einwanderer auf dem amerikanischen Festland und gab ihr den Namen „Puerto de la Villa Rica de la Vera Cruz“. (Veracruz)
Die Azteken, die bis zu diesem Zeitpunkt einen Teil des Landes beherrschten, glaubten aufgrund ihrer Überlieferungen, dass die Spanier von den Göttern gesandt seien, so dass sie ihnen zu Beginn wenig Widerstand entgegensetzten. Erst als sie erkannten, dass die Eroberer nichts mit Göttern zu tun hatten, setzten sie ihnen Widerstand entgegen. Nach einigen Schlachten, in welchen die Spanier fast geschlagen worden wären, umzingelten die Spanier schließlich die Hauptstadt des aztekischen Reiches Tenochtitlán. Nach mehreren Monaten Belagerung und mit der Unterstützung vieler einheimischer Völker besiegten sie die Azteken am 13. August 1521 vollständig.
Der Sieg der Spanier war letzten Endes auf drei wichtige Faktoren zurückzuführen: Zum einen besaßen sie mit ihren Schusswaffen die überlegene Waffentechnik. Weiterhin brachten sie Krankheiten ins Land, gegen welche die einheimische Bevölkerung keinerlei Immunität besaß und die zu einer großen Sterblichkeit führten. Außerdem gelang es den Spaniern, viele Völker, die zuvor von den Azteken unterworfen wurden, als Verbündete zu gewinnen. Diese Völker versprachen sich die Befreiung von der Herrschaft der Azteken.
In den Folgejahren von 1527 bis 1546 eroberten die Spanier die Halbinsel Yucatán, die vorwiegend von den Maya besiedelt war. Diese hatten seit 1441, als das letzte bedeutende Stadtbündnis Liga von Mayapán zerfiel, keine Zentralmacht mehr, was die Eroberung der Maya-Stadtstaaten erleichterte.
Als Folge der Besiedlung Mexikos durch die Spanier entwickelte sich bald die neue ethnische Gruppe der Mestizen, die meist die Kinder spanischer Väter und einheimischer Mütter waren.

## Vizekönigreich Neuspanien (1535–1822)
1535 wurde Mexiko als Vizekönigreich Neuspanien (span. Virreinato de la Nueva España) offiziell der spanischen Krone angeschlossen. Durch seinen Silberreichtum erlangte es große Bedeutung für das spanische Mutterland.

## Kampf um die Unabhängigkeit (1810–1822)

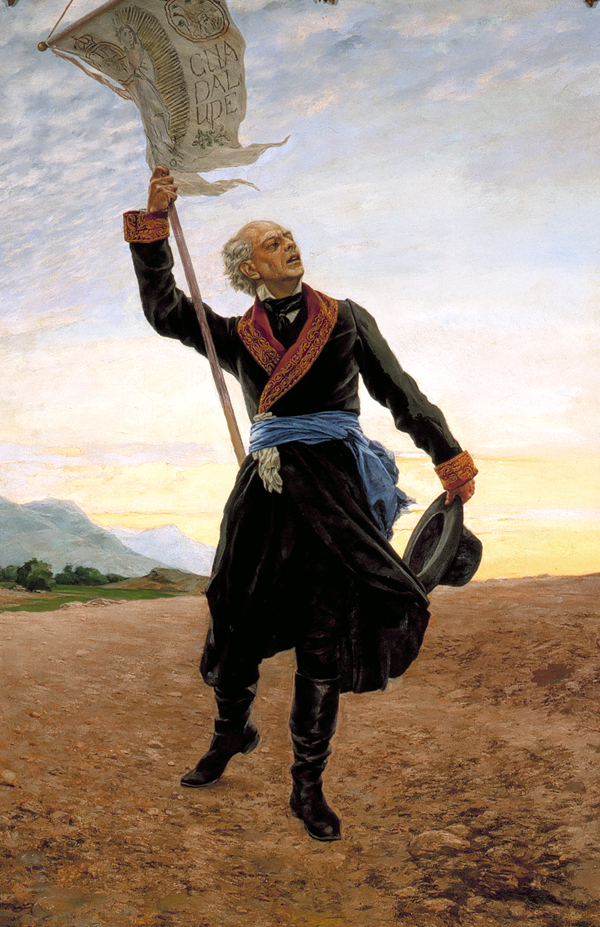
Miguel Hidalgo y Costilla

Am 15. September 1810 begann unter Anführung von Miguel Hidalgo y Costilla, einem von progressiven Ideen erfüllten spanischstämmigen Priester, der Kampf um die mexikanische Unabhängigkeit. Nachdem Napoléon Bonaparte Spanien erobert und seinen Bruder auf den spanischen Thron gesetzt hatte, stellten sich mexikanische Konservative und reiche Landbesitzer, die die spanische Königsfamilie der Bourbonen unterstützten, gegen die vergleichsweise liberale Politik Napoleons. So bildete sich in Mexiko eine Allianz zwischen den liberales oder Liberalen, die ein demokratisches Mexiko anstrebten, und den conservadores oder Konservativen, die die Festigung des alten Status quo unter einem bourbonischen Herrscher anstrebten. Die Gemeinsamkeit zwischen beiden Gruppen war die Überzeugung, dass Mexiko einen eigenen Weg gehen und die Unabhängigkeit anstreben müsse.
Die führenden Persönlichkeiten in Mexikos Unabhängigkeitskampf waren der Pater José María Morelos, Vicente Guerrero, der spanische General Agustín de Iturbide und General Antonio López de Santa Anna. Der Kampf währte elf Jahre, bis die Truppen der Befreiungsarmee 1821 in Mexiko-Stadt einzogen. Auch wenn die Unabhängigkeit Mexikos von Spanien bereits 1810 erklärt worden war, wurde sie erst durch den Vertrag von Córdoba am 24. August 1821 besiegelt, der in Córdoba (Veracruz) von Juan O’Donojú und Agustin de Iturbide unterzeichnet wurde und den Plan von Iguala ratifizierte.

## Erstes Kaiserreich (1821–1823)

Karte des Mexikanischen Kaiserreichs

Flagge Mexikos vom 2. November 1821–14. April 1823

Noch im gleichen Jahr verbündete sich Agustín de Iturbide mit den verbleibenden Rebellen, da er wie die kolonialmexikanische Oberschicht liberale Reformtendenzen im spanischen Mutterland befürchtete. Er proklamierte eine unabhängige, aber die Macht der Kirche nicht antastende mexikanische Monarchie. Zum Kaiser dieser (nur kurzlebigen) Monarchie ließ er sich als Agustín I. am 19. Mai 1822 ausrufen – offiziell als vorübergehende Maßnahme, bis ein Mitglied eines europäischen Herrscherhauses überzeugt werden könnte, die Herrschaft zu übernehmen.
1823 wurde Agustín I. nach einem Militäraufstand unter Führung von Antonio López de Santa Anna gestürzt. Es trennten sich 17 der 18 Provinzen Guatemalas (bis auf Chiapas) von Mexiko und gründeten am 1. Juli 1823 die Republik der Vereinigten Provinzen Zentralamerikas (Zentralamerikanische Konföderation). Am 19. Juli 1824 wurde der aus dem Exil zurückgekehrte Kaiser Agustín I. von den Republikanern gefangen genommen und hingerichtet.

## Erste Republik (1824–1864)

### Föderative Republik 1824–1835
Am 4. Oktober 1824 wurde Mexiko Republik und erhielt eine bundesstaatliche Verfassung, Guadalupe Victoria wurde erster Präsident Mexikos. Sein eigentlicher Name war Manuel Félix Fernández, er wählte aber diesen Namen als Dank für die Protektion der Madonna von Guadalupe und Victoria für Sieg. 1828 wurde er von Manuel Gómez Pedraza abgelöst, auf den noch im selben Jahr Vicente Guerrero folgte.
1829 gab es einen letzten spanischen Versuch, Mexiko zurückzuerobern. Die Invasoren wurden aber bei Támpico nördlich von Veracruz besiegt. 1830 wurde Anastasio Bustamante neuer Präsident, auf den 1832 Melchor Múzquiz folgte. Noch im selben Jahr wurde Pedraza erneut Präsident. Erstmals wurde 1833 Antonio López de Santa Anna Präsident, der 1835 zunächst von Miguel Barragán abgelöst wurde.

### Zentralistische Republik 1835–1846

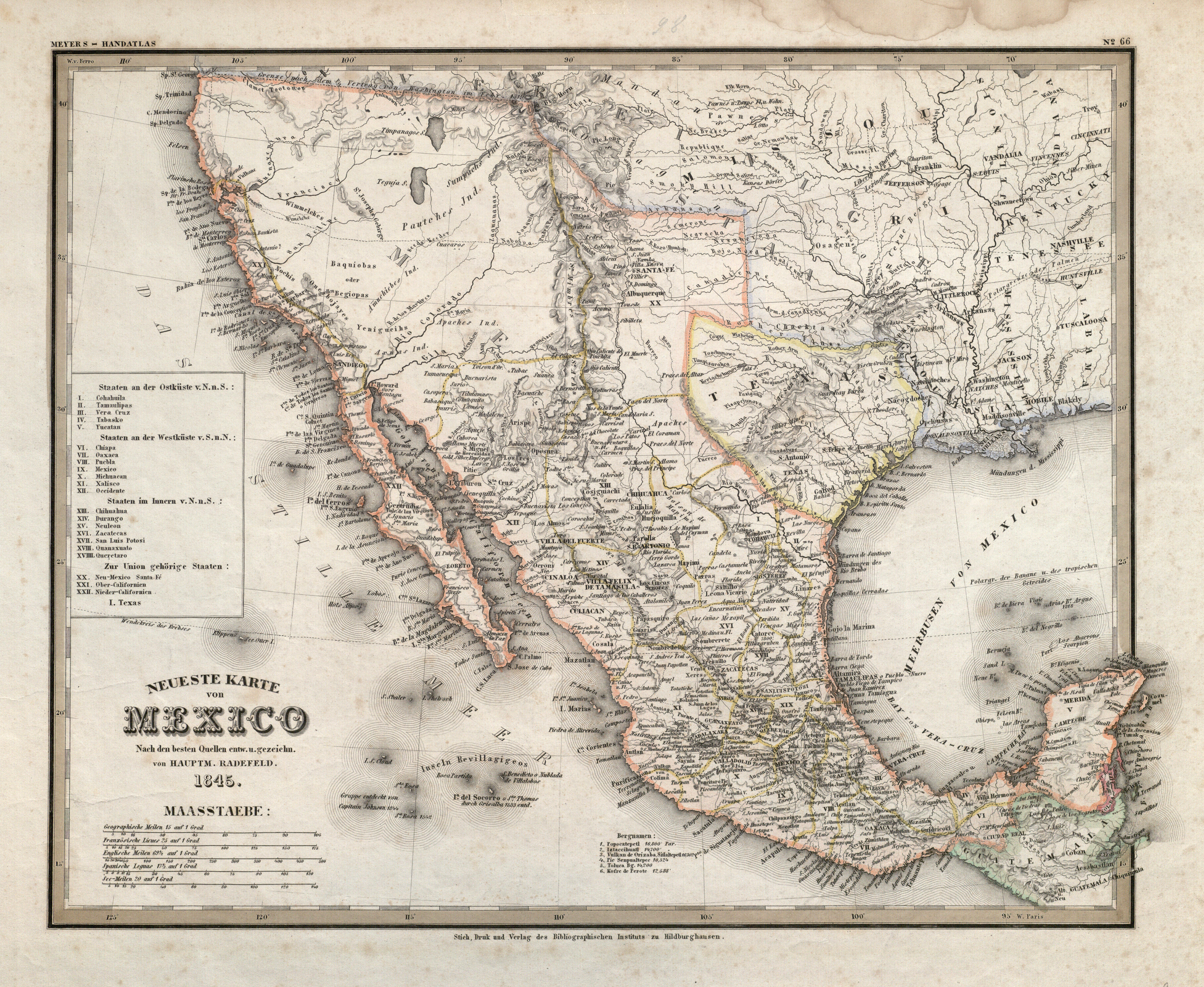
Joseph Meyer und Carl Christian Franz Radefeld, Neueste Karte von Mexico, 1845

Aufteilung Mexikos in „Departements“ und Sezessionsbewegungen 1835–1846

Am 23. Oktober 1835 wurde mit den „Sieben Verfassungsgesetzen“ (Siete Leyes) eine neue Verfassung eingeführt, die die alte bundesstaatliche durch eine zentralistische Ordnung nach französischem Vorbild ersetzte. Aus den vormaligen Bundesstaaten wurden „Departements“ (departamentos). Diese von konservativen Kräften in wenig demokratischer Manier erzwungene Verfassungsänderung rief Widerstände in vielen Landesteilen hervor. In Zacatecas, einem Zentrum des Silberbergbaus, kam es zu einem Aufstand, als die bundesstaatliche Miliz aufgelöst werden sollte. 1840 bildete sich aus den nordöstlichen Departements die kurzlebige Republik Rio Grande. Yucatan erlangte über mehrere Jahre die Unabhängigkeit. Autonomiebewegungen gab es auch in anderen Departments (Tabasco, Kalifornien, Neu-Mexiko u. a.).
Die zentralistischen Tendenzen förderten auch die Autonomie-Bestrebungen der englischsprachigen Kolonisten in Texas. Nach der Schlacht am Alamo und der folgenden Niederlage der mexikanischen Armee am Fluss San Jacinto 1836 wurde Texas faktisch unabhängig.
Die zentralistische Republik war durch eine große Instabilität gekennzeichnet. Die Regierungschefs wechselten in rascher Folge.
Neuer mexikanischer Präsident wurde 1836 José Justo Corro, der 1837 wiederum von Bustamante abgelöst wurde. 1840 folgte Nicolás Bravo, 1841 Javier Echeverria und zum zweiten Mal Santa Anna, 1844 Valentin Canalizo, 1845 José Joaquín de Herrera, 1846 Mariano Peredes y Arrillaga und zum dritten Mal Santa Anna, 1847 Pedro Maria Anaya, 1848 Manuel de la Peña y Peña und zum zweiten Mal Herrera, 1851 Mariano Arista, 1853 Juan Bautista Ceballos, Manuel Lombardini und zum vierten Mal Santa Anna, 1855 Martin Carrera und Romulo Diaz de la Vega. Im selben Jahr wurde Ignacio Comonfort von der Partei der moderates (Gemäßigten) zum Präsidenten gewählt. Diese Partei suchte einen Mittelweg zwischen den Liberalen und den Konservativen. 1858 wurde Felipe Zuloaga und 1859 Miguel Miramón Präsident.
Hauptverantwortlicher für diese vielen, oft instabilen Regierungen und die zahlreichen Militärrevolten war bis zu diesem Zeitpunkt General Antonio López de Santa Anna als mehrmaliger Rebell und Präsident-Diktator. In dieser Zeit gingen einige der nördlichen Gebiete Mexikos an die USA verloren. 1836 erklärte Texas seine Unabhängigkeit, die Provinz wurde am 29. Dezember 1845 als 28. Bundesstaat in die USA aufgenommen. Die Junta von Monterey betrieb zudem die Abspaltung Kaliforniens.

### Mexikanisch-Amerikanischer Krieg

1848 von den USA annektiertes mexikanisches Gebiet

Während des Mexikanisch-Amerikanischen Krieges von 1846 bis 1848 fiel das Territorium der mexikanischen Departments Alta California, Nuevo México, sowie Texas (heute Kalifornien, Nevada, Arizona, Utah sowie Teile von New Mexico, Colorado und Wyoming) an die Vereinigten Staaten. Eine der bekanntesten Schlachten des amerikanischen Angriffskrieges von 1847 war die Schlacht von Chapultepec, in der eine ganze Schar junger mexikanischer Kadetten direkt aus der Militärausbildung im Kampf gegen eine Armee erfahrener US-Soldaten den Tod fanden. Diese Kadetten werden bis heute als Nationalhelden gefeiert. Immer wieder werden seitdem von den Mexikanern die großen Gebietsverluste dieser Zeit beklagt, die teilweise auf amerikanische Eroberungen, teilweise aber auch darauf zurückzuführen sind, dass Santa Anna große Landstriche für seinen persönlichen Profit abtrat. 1853 erwarben die USA durch den Gadsden-Kauf ein Gebiet von 77.700 km².

### Verfassung von 1857
Während Comonforts Präsidentschaft wurde eine neue Verfassung erarbeitet. Die Verfassung von 1857, an welcher der spätere liberale Präsident Benito Juárez große Anteile hatte, bewahrte viele der Rechte der katholischen Kirche aus der Kolonialzeit, bestätigte aber die katholische Kirche, der bis dahin ein Drittel des Bodenbesitzes gehörte, nicht mehr als alleinige Religion des Landes. Solche Reformen waren für die Geistlichkeit und die Konservativen nicht akzeptabel, Comonfort und seine Anhängerschaft wurden exkommuniziert, und eine Revolte wurde in die Wege geleitet. Dies führte zum Reformkrieg, der von Dezember 1857 bis Januar 1861 dauerte. Der Bürgerkrieg wurde immer grausamer und blutiger und polarisierte das gesamte Land. Viele der Gemäßigten wechselten zu den Liberalen über, überzeugt, dass die große Macht der Kirche beschnitten werden müsse. Zeitweise gab es getrennte Regierungen der Konservativen und der Liberalen; die Konservativen residierten in Mexiko-Stadt und die Liberalen in Veracruz. Der Krieg endete schließlich mit einem Sieg der Liberalen, und deren Präsident Benito Juárez verlegte seine Residenz nach Mexiko-Stadt. Allerdings hatte der Bürgerkrieg das Land wirtschaftlich ruiniert.

## Interventionen Frankreichs, Zweites Kaiserreich (1864–1867)

Staatsflagge Mexikos vom 18. Juni 1864–15. Juli 1867

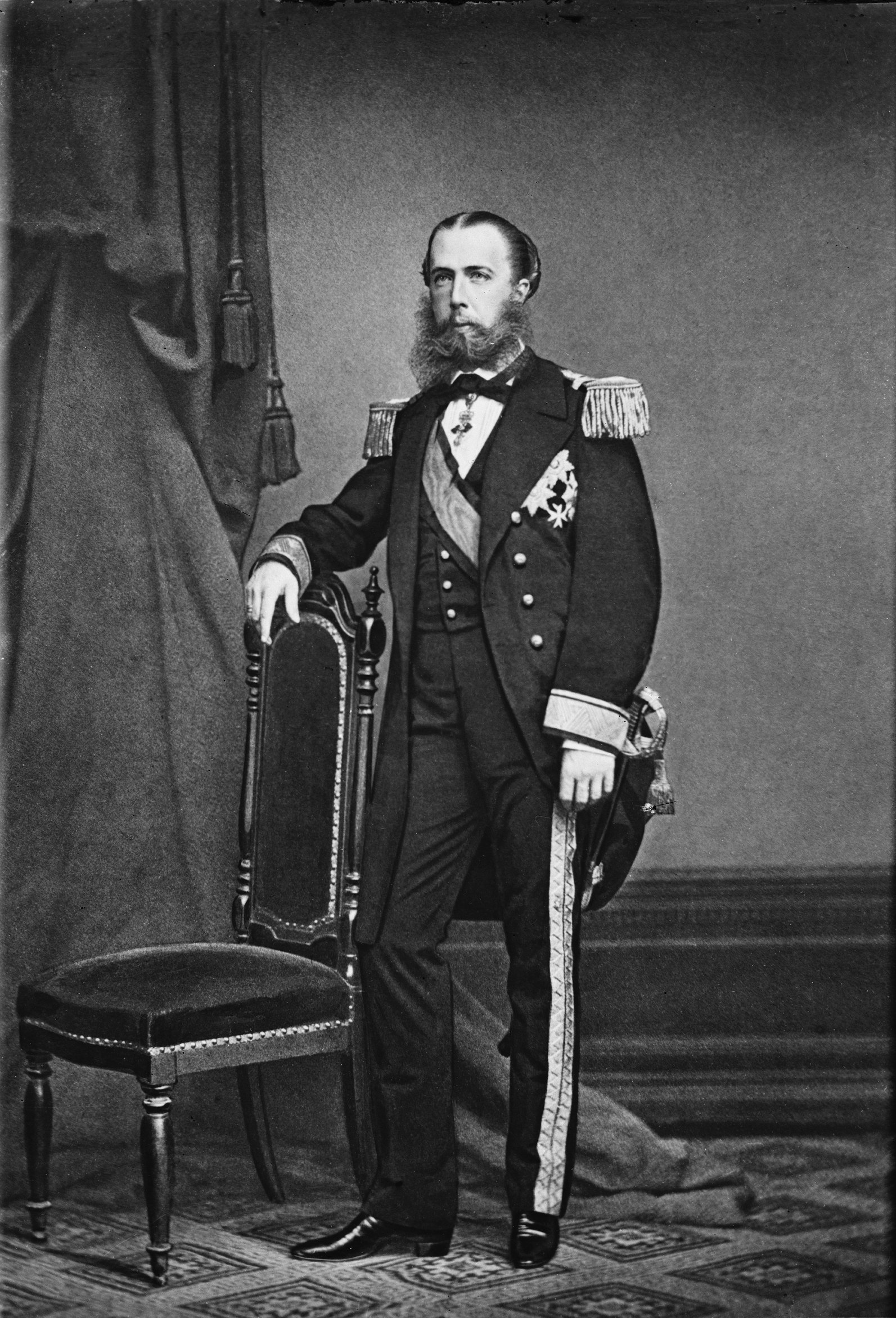
Kaiser Maximilian von Mexiko

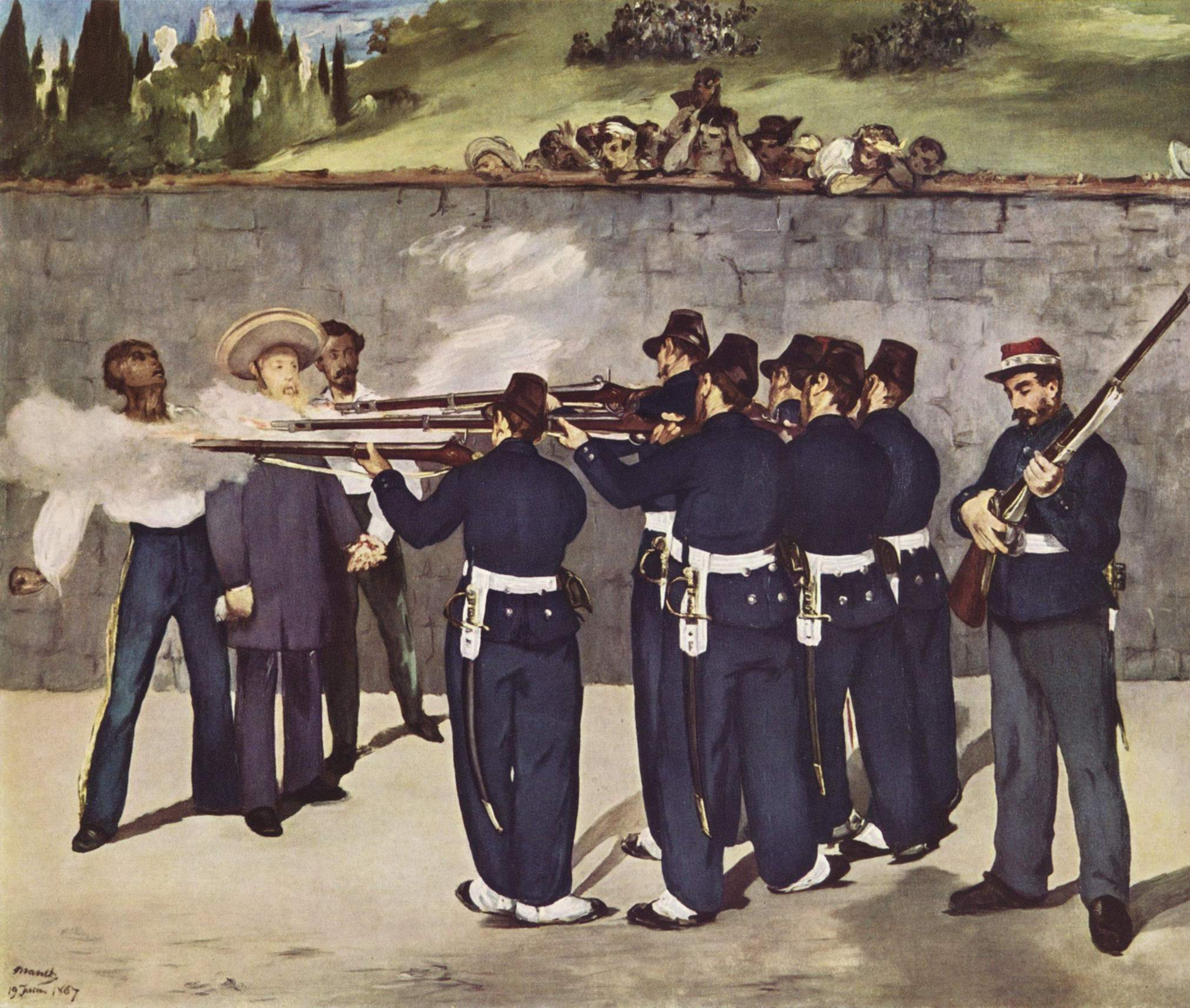
Édouard Manet: Erschießung Kaiser Maximilians von Mexiko

Die Präsidentschaft Juárez’, die von 1858 bis 1872 währte, wurde durch das Zweite Kaiserreich unter Kaiser Maximilian I. von 1864 bis 1867 unterbrochen.
Da Mexiko aufgrund der schlechten wirtschaftlichen Lage seinen Auslandverpflichtungen nicht nachkommen konnte, entsandten Spanien, Großbritannien und Frankreich 1861 ein Expeditionskorps. Nach dem Abzug der spanischen und britischen Verbände 1862 drangen die Franzosen in das mexikanische Hochland vor und besiegten nach der verlorenen Schlacht bei Puebla am 5. Mai 1862 (heute als Feiertag Cinco de Mayo gefeiert) schließlich die mexikanischen Truppen unter Führung von General Ignacio Zaragoza und besetzten die Hauptstadt des Landes.
Der französische Kaiser Napoléon III. wollte in Mexiko ein mit Frankreich politisch und wirtschaftlich eng verbündetes Reich errichten (Panlatinismus) und setzte Maximilian, Bruder des österreichischen Kaisers Franz Joseph I., als Kaiser von Mexiko ein (vgl. Maximilian I.). Maximilian zögerte vorerst, wurde jedoch von Napoleon mit dem unwahren Argument überredet, das mexikanische Volk wolle einen Kaiser aus dem Hause Habsburg.
Am 16. Juni 1864 trat Kaiser Maximilian sein Amt in Mexiko an. Von Anfang an sah er sich jedoch mit einer starken republikanischen Opposition konfrontiert. Durch die Adoption und Ernennung der Iturbide-Enkel zu seinen Thronfolgern (Dynastie Habsburg-Iturbide) sowie der Ernennung des Ex-Diktators Santa Anna zum Reichsmarschall versuchte er, seine Macht zu festigen.
Maximilian favorisierte die Bildung einer eingeschränkten Monarchie, die sich die Macht mit einem demokratisch gewählten Kongress teilen sollte. Das war den mexikanischen Konservativen allerdings zu liberal, während die Liberalen die Monarchie grundsätzlich ablehnten, so dass Maximilian nur wenige Anhänger fand. 1866 sahen sich die Franzosen aufgrund massiven Widerstands und Drucks der USA gezwungen, ihre Truppen aus Mexiko abzuziehen. Kaiser Maximilian entschloss sich, im Land zu bleiben. Er wurde mit seinen Truppen von den mexikanischen Truppen unter Juárez’ Führung in der Schlacht von Cerro de las Campanas bei Querétaro am 14. Mai 1867 vernichtend geschlagen, gefangen genommen und schließlich am 19. Juni 1867 hingerichtet.

## Zweite Republik (1867–1910)

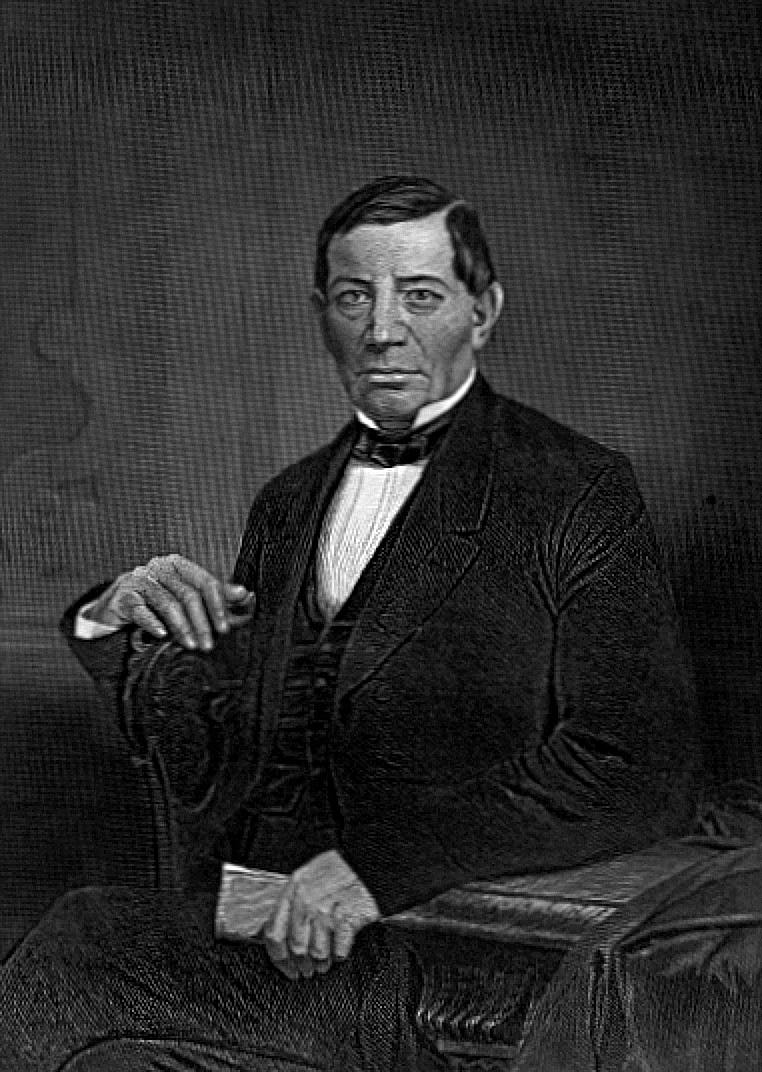
Benito Juárez, 1873

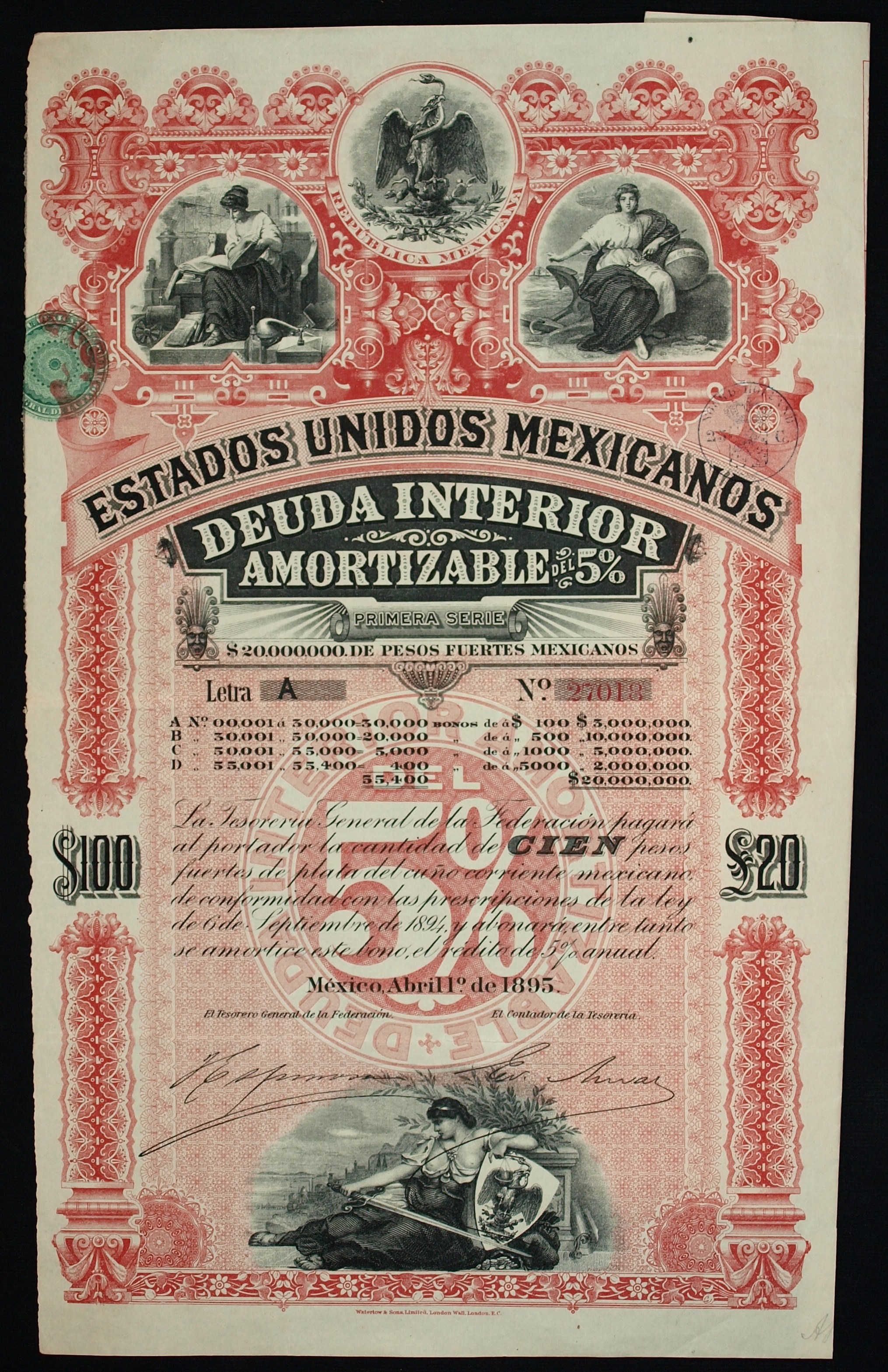
Bond der Vereinigten Staaten von Mexico vom 1. April 1895

### Benito Juárez
Benito Juárez, gebürtiger Zapoteke, hatte die republikanische Regierung während der monarchistischen Periode in Funktion erhalten. 1867 wurde die Regierung offiziell wiederhergestellt. Eine neue Verfassung wurde erlassen, die unter anderem große Teile des kirchlichen Landbesitzes enteignete, die zivile Ehe einführte und die Teilnahme von Priestern am politischen Leben verbot. Ziel war eine absolute Trennung von Kirche und Staat.
Juarez wurde 1872 von Sebastián Lerdo de Tejada abgelöst. Nach dem Sieg über die Monarchie bestanden unter den Konservativen starke Vorbehalte gegenüber Juárez, dem sie zu große Machtkonzentration und das Anstreben einer erneuten Wiederwahl vorwarfen. So rebellierte schließlich einer der Generäle, Porfirio Díaz, gegen die Regierung und erklärte 1876 den Plan von Tuxtepec. Im selben Jahr wurde Juan Nepomuceno Méndez Präsident.

### Porfirio Díaz
Porfirio Díaz wurde schließlich 1877 neuer Präsident. Während einer Periode von über dreißig Jahren (1877–1911, mit Unterbrechungen) war er der führende Mann in Mexiko, im „Porfiriato“ (der faktischen Diktatur des Präsidenten Díaz) stabilisierte sich dank finanzieller Unterstützung anderer Länder die politische und wirtschaftliche Lage des Landes, das einen beachtlichen Wirtschaftsaufschwung erfuhr. Das Volk lehnte das Regime aber größtenteils ab, das die Demokratie weitestgehend, oft brutal, unterdrückte (Politik des "pan y palo": "Brot und Stock"). Nur wenige Reiche wurden immer reicher, während die große Mehrheit der Bevölkerung in absoluter Armut lebte. Von 1880 bis 1884 regierte Manuel González.
Da es keine Politik zur Umverteilung des Reichtums gibt, bleibt ein Großteil der Bevölkerung in extremer Armut. Der Großgrundbesitz macht enorme Fortschritte, während ausländische Landgesellschaften Millionen von Hektar Land anhäufen. Am Ende des Regimes werden 97 % des Ackerlandes einem Prozent der Bevölkerung gehören und 95 % der Bauern werden kein Land mehr besitzen. Sie werden zu Landarbeitern in riesigen Haziendas oder zu einem elenden städtischen Proletariat, dessen Revolten nach und nach niedergeschlagen werden.8 In den USA war die Zahl der Landarbeiter in den letzten Jahren stark angestiegen. In den Städten kam es ab 1906 zu zahlreichen Arbeiterstreiks, die jedoch gewaltsam niedergeschlagen wurden. Darüber hinaus führte das Regime das Ley Fuga (Fluchtgesetz) ein, das es ermöglichte, einen Gefangenen zu erschießen, der zu fliehen versuchte. Diese Methode wird häufig angewandt, um sich politischer Gegner zu entledigen.
Der Lohn eines Landarbeiters kann im Extremfall auf 20 oder 25 Centavos pro Tag sinken, für Frauen und Kinder auf 10 oder 15 Centavos. Ende des 19. Jahrhunderts lag der Anteil der Kinder unter den Fabrikarbeitern bei einem Achtel. Eine medizinische Studie erklärt den geringen Seifenverbrauch der mexikanischen Arbeiter damit, dass "die Seife 25% ihres Einkommens verschlingen würde". Darüber hinaus besitzt eine große Zahl der Arbeiter keine eigene Wohnung.

## Die mexikanische Revolution und ihre Institutionalisierung (seit 1910)
Im Jahr 1910 beschloss der 80-jährige Díaz, eine Wahl durchzuführen, um eine weitere Periode als Präsident zu amtieren. Er war überzeugt, jede ernst zu nehmende Opposition in Mexiko eliminiert zu haben. Allerdings beschloss Francisco I. Madero, ein Akademiker aus reichem Elternhaus, gegen ihn anzutreten und erhielt schnell große öffentliche Unterstützung, obwohl Díaz ihn gefangensetzen ließ.
Als das offizielle Wahlergebnis verkündet wurde, hieß es, dass Díaz die Wahl fast ohne Gegenstimmen gewonnen und Madero im ganzen Land lediglich ein paar hundert Stimmen erhalten habe. Dieser Wahlbetrug Díaz’ war aber zu offensichtlich, als dass die Bevölkerung ihn akzeptiert hätte, Aufstände brachen aus. Madero veröffentlichte den Plan von San Luis Potosí, in welchem er die Bevölkerung am 20. November 1910 aufrief, zu den Waffen zu greifen und gegen die Regierung Díaz vorzugehen.
Dies war der Beginn der Mexikanischen Revolution (Revolución Mexicana). Madero wurde in San Antonio (Texas) inhaftiert, aber sein Plan wurde durchgeführt. Die Bundesarmee wurde durch verschiedenste revolutionäre Gruppen, die unter anderem im Süden durch Emiliano Zapata, im Norden durch Pancho Villa und Pascual Orozco angeführt wurden, geschlagen, Porfirio Díaz trat am 25. Mai 1911 „im Namen des Friedens der Nation“ zurück und ging ins Exil nach Frankreich, wo er 1915 starb.
Entsprechend ihrer sozialen Herkunft vertraten die Revolutionsführer sehr unterschiedliche Ziele, unter ihnen waren sowohl Liberale wie Madero als auch Radikale wie Zapata oder Villa. In der Folge gestaltete sich die Bildung einer funktionierenden Regierung aus den siegreichen Revolutionstruppen sehr schwierig. Das Ergebnis waren Konflikte, die schließlich in weitere Kampfhandlungen ausarteten und das Land auch in den nächsten Jahren nicht zur Ruhe kommen ließen. Während dieser Zeit wurden 1913 der Präsident Madero, 1919 Zapata, 1920 Präsident Carranza, 1923 Villa sowie viele andere Personen ermordet.
Auf den Rücktritt Díaz’ hin wurde 1911 zunächst Francisco León de la Barra Präsident, aber noch im selben Jahr vom gewählten Präsidenten Madero abgelöst. 1913 folgte auf dessen Ermordung Victoriano Huerta, 1914 Francisco S. Carvajal, 1915 Venustiano Carranza, ein ehemaliger Revolutionsgeneral, der am 5. Februar 1917 eine neue Verfassung in Kraft setzte, die noch heute in Mexiko Gültigkeit hat.
Im Januar 1917 versuchte Deutschland, Mexiko als Verbündeten gegen die USA zu gewinnen, falls diese auf Seiten der Alliierten in den Ersten Weltkrieg eintreten sollten – Mexiko sollte seine 1848 verlorenen Gebiete zurückerhalten. Das geheime Telegramm (Zimmermann-Depesche) wurde allerdings von britischer Seite abgefangen und führte letztlich zum Kriegseintritt der USA. Mexiko blieb bis Kriegsende neutral.
Nach Caranzas Ermordung 1920 wurde Adolfo de la Huerta und schließlich Álvaro Obregón Präsident. Er vertrat alle Richtungen der mexikanischen Gesellschaft mit Ausnahme der Kirche und der Großgrundbesitzer und betrieb systematisch die soziale Liberalisierung des Landes, indem er die Macht der Kirche weiter beschnitt, die Schulbildung verbesserte und die Rechte der Frauen stärkte.
Auch wenn die Mexikanische Revolution und der Bürgerkrieg nach 1920 beendet waren, so verringerten sich doch nicht die bewaffneten Konflikte. Einer der wichtigsten Konfliktpunkte war der Streit zwischen einer weitestgehenden Entmachtung der katholischen Kirche und einer starken Einflussnahme der katholischen Kirche auf das politische Geschehen. Der folgende Aufstand der Unterstützer der Kirchen wird auch als La Guerra Cristera bezeichnet.
1924 wurde Plutarco Elías Calles und 1928 Emilio Portes Gil Präsident. 1929 wurde die Nationale Revolutionäre Partei (Partido Nacional Revolucionario, PNR) gegründet, die sich in der Zukunft als Partei der Institutionalisierten Revolution (Partido Revolucionario Institucional, PRI) zur stärksten politischen Kraft des Landes entwickeln sollte.

### Stabilisierung und Institutionalisierung der Revolution
1929 gründete Plutarco Elías Calles die Nationale Revolutionspartei (Partido Nacional Revolucionario) (PNR). Diese entwickelte sich später zur PNM und dann zur PRI, die Mexiko für das restliche 20. Jahrhundert regieren sollte. Es gelang der PNR, die meisten der Revolutionsgeneräle zu überzeugen, ihre privaten Revolutionsarmeen aufzulösen und die Mexikanische Armee zu gründen. Diese Gründung kann man als eigentliches Ende der Mexikanischen Revolution bezeichnen. 1930 wurde Pascual Ortiz Rubio und 1932 Abelardo L. Rodríguez Präsident.
1934 wurde Lázaro Cárdenas del Río Präsident Mexikos und führte einige Reformen durch. Am 1. April 1936 verbannte er Calles, den letzten General mit diktatorischen Ambitionen, aus Mexiko. Es gelang ihm, die unterschiedlichen Kräfte innerhalb der PNR zu vereinen, und sorgte dafür, dass die PNR im Stande war, die kommenden Jahrzehnte zu regieren, ohne in Gefahr zu geraten, abgewählt zu werden.
1938 wurde die PNR in Partido de la Revolución Mexicana (PRM) umbenannt. Am 18. März 1938 verstaatlichte Cárdenas die Ölindustrie, die bis dahin in US-amerikanischem, britischem und niederländischem Besitz war, und die Elektrizitätswerke. Außerdem führte er größere Agrarreformen durch als viele seiner Vorgänger. Er gründete das Nationale Polytechnische Institut, nahm spanische Flüchtlinge aus dem spanischen Bürgerkrieg auf und brachte Reformen auf den Weg, die Mexikos Entwicklung jahrzehntelang prägten. 1940 wurde Manuel Ávila Camacho Präsident.
Mexiko erklärte am 22. Mai 1942 Deutschland, Japan und Italien den Krieg und trat damit in den Zweiten Weltkrieg ein. Bis dahin war Mexiko neutral gewesen. Auslöser der Kriegserklärung waren die Versenkung der beiden Tanker Potrero del Llano am 13. Mai und Faja de Oro am 21. Mai durch deutsche U-Boote.
Im Jahr 1946 wurde die regierende PRM in Institutionelle Revolutionspartei (Partido Revolucionario Institucional, PRI) umbenannt.
Manuel Ávila Camacho regierte Mexiko in einer Zeit, die durch den Wechsel aus der Revolutionszeit in die Regierungszeit der PRI bestimmt war, die bis 2000 währen sollte. Er löste sich von der absoluten nationalen Autonomie und öffnete Wege für ausländische Investoren, die bereits zwei Generationen zuvor von Madero angelegt worden waren. Seine Regierung fror die Abgaben ein, verhinderte Streiks und machte Dissidenten mit einem Gesetz gegen das Verbrechen der sozialen Abweichung mundtot.
In dieser Zeit machte die PRI einige der vorhergegangenen Landreformen rückgängig; Camachos Nachfolger Miguel Alemán Valdés fügte sogar den Artikel 27 in die Verfassung ein, der Großgrundbesitzer schützen sollte.
Das Regime der PRI brachte dem Land Wirtschaftswachstum und einen relativen Wohlstand für fast drei Jahrzehnte ein (Mexikanisches Wunder); gleichwohl begannen in den 1960er Jahren politische Unruhen, die am 2. Oktober 1968 im Massaker von Tlatelolco endeten.
Von 1940 bis 1970 wurde eine Wirtschaftspolitik der importsubstituierende Industrialisierung und der strukturalistischen Wirtschaftspolitik betrieben. Landreformen, der Ausbau der Infrastruktur sowie der Bau sozialer Einrichtungen wurden massiv unterstützt. 1976 und 1982 erlitt das Land wirtschaftliche Zusammenbrüche, nach denen die Banken, die für die Katastrophe verantwortlich gemacht wurden, verstaatlicht wurden. Jedes Mal wurde der mexikanische Peso abgewertet, und bis 2000 war es normal geworden, dass nach den jeweils sechs Jahren einer Präsidentschaft eine große Geldentwertung und Rezession folgten. Die Krise, die nach der Entwertung des Peso 1994 folgte, gilt als die größte Rezession in Mexiko in der zweiten Hälfte des Jahrhunderts.
Im Jahr 1985 zerstörte ein Erdbeben Teile von Mexiko-Stadt und tötete über 20.000 Menschen. Bei den Aufräumarbeiten wurde die Korruption und die Handlungsarmut der PRI offensichtlich, im Wiederaufbau waren die Mexikaner mehr oder weniger auf sich selbst gestellt – eine Tatsache die stark zur Entfremdung vom faktischen Einparteiensystem beitrug und sicher eine der Ursachen für den Fall der PRI 15 Jahre später ist.
Im Oktober 1986 einigte sich Mexiko mit dem Internationalen Währungsfonds (IWF), der Weltbank und dem Pariser Club über finanzielle Hilfsmaßnahmen über 12 Milliarden US-Dollar sowie die Umschuldung von 60 Milliarden US-Dollar.
1992 schloss Mexiko zusammen mit den USA und Kanada das Nordamerikanische Freihandelsabkommen (NAFTA), das am 1. Januar 1994 in Kraft trat. Gleichzeitig fand ein zwölftägiger Aufstand von Indigenas im südlichen Bundesstaat Chiapas (organisiert in der EZLN) statt. Seitdem hat es wiederholte Zwischenfälle, unterbrochene Friedensgespräche und die Entwicklung autonom geführter Gebiete gegeben. Der Konflikt ist noch immer nicht beigelegt.

### Ende der Hegemonie der PRI
Im Jahr 1995 stand der Präsident Ernesto Zedillo einer ökonomischen Krise gegenüber. Nachdem sich 1994 die Zapatisten-Armee (EZLN) von Chiapas erhoben hatte, gab es in Mexiko-Stadt öffentliche Demonstrationen und ständige Militärpräsenz. Außerdem hatte sich durch Reformen eine Entwicklung eingestellt, die die Macht der PRI als alleinregierende Partei reduzieren musste. Nach den Wahlen von 1988, die stark diskutiert wurden und angeblich von der Regierungspartei bereits verloren waren, war in den frühen 1990er Jahren das IFE (Instituto Federal Electoral (Bundeswahlinstitut)) gegründet worden. Es wurde von Bürgern geführt, die darauf zu achten hatten, dass Wahlen legal und fair durchgeführt wurden. Als Ergebnis der fortwährenden Unzufriedenheiten wurde der Präsidentschaftskandidat der Nationalen Aktionspartei PAN, Vicente Fox Quesada, in der Wahl vom 2. Juli 2000 und von beiden Kammern des Kongresses zum Präsidenten Mexikos gewählt. Damit endete die insgesamt 71 Jahre währende Herrschaft der PRI.
Die Verfassung Mexikos erlaubt keine Wiederwahl des Präsidenten. Bei der Wahl am 2. Juli 2006 wurde der Rechtsanwalt Felipe Calderón (PAN) zum Präsidenten gewählt, bei der Wahl 2012 Enrique Peña Nieto (PRI) und bei der Wahl 2018 Andrés Manuel López Obrador (MORENA). Das Wahlsystem kennt keine Stichwahl in einem zweiten Wahlgang zwischen den beiden, die im ersten Wahlgang die meisten Stimmen erhielten.
Bei der Wahl am 2. Juni 2024 erhielt Claudia Sheinbaum (MORENA) die meisten Stimmen.

## Herrscher in Mexiko
- Aztekenherrscher
- Liste der Vizekönige Neuspaniens
- Liste der Präsidenten Mexikos

### Deutsch
- Christian Berndt: Globalisierungs-Grenzen. Modernisierungsträume und Lebenswirklichkeiten in Nordmexiko. Bielefeld: Transcript 2004, ISBN 3-89942-236-8
- Walther L. Bernecker, Horst Pietschmann, Hans W. Tobler: Eine kleine Geschichte Mexikos. Suhrkamp, Frankfurt/M. 2007, ISBN 978-3-518-45621-7.
- Dieter Boris, Albert Sterr: FOXtrott in Mexiko. Demokratisierung oder Neopopulismus. Neuer Isp-Verlag 2002, ISBN 3-89900-102-8
- Bernal Diaz del Castillo: Geschichte der Eroberung Mexikos. Hg. u. bearbeitet v. Georg A. Narciß. (= Insel Taschenbuch 1067), Frankfurt a. Main 1988, ISBN 3-458-32767-3
- John Reed: Eine Revolutionsballade. Mexiko 1914. Eichborn 2005, ISBN 3-8218-4560-0
- Jacques Soustelle: Das Leben der Azteken. Mexiko am Vorabend der spanischen Eroberung, Zürich: Manesse-Verlag, 1993. ISBN 3-7175-8086-8
- Hans Werner Tobler:  Die mexikanische Revolution. Gesellschaftlicher Wandel und politischer Umbruch; 1876–1940. Suhrkamp, Frankfurt am Main, 1992 (Taschenbuchausgabe)

### Spanisch
- Pilar Gonzalbo Aizpuru (Hrsg.): Historia de la vida cotidiana en México, vier Bände. El Colegio de México, Mexiko-Stadt 2005, ISBN 968-12-1086-7.
- Alfredo López Austin, Leonardo Luján López: El pasado indígena. Fondo de Cultura Económica – El Colegio de México. México 2001.
- REVISTA ARQUEOLOGÍA MEXICANA: Atlas del México Prehispánico. Núm. especial 3. Editorial Raíces. México. 2000.
  - El Colegio de México: Historia General de México. Cuarta edición 1994, ISBN 968-12-0969-9
  - Pablo Martín Gómez: Hombres y armas en la conquista de México, 1518–1521. (2001)
  - Juan Miralles Ostos: Hernán Cortés. Inventor de México, (2001)
  - Bartolomé Bennassar: Hernán Cortés: el conquistador de lo imposible, (2002)
- Héctor Campillo Cuautli: Diccionario Quintana Roo Enciclopedia Regional. Héctor Campillo Cuautli, Fernández Editores, México, 1988. (S. 18–19)
- Enciclopedia: „Yucatán en el tiempo“, Bd. 3, 1998
- Cordourier, Alfonso y otros: Historia y Geografía de Yucatán. EPSA, México 1997, ISBN 968-417-347-4
- Miguel Barbachano: Al Exmo. Sr. Ministro de Relaciones de la República. Mérida, 17 de abril de 1848. Archivo General de la Nación, Gobernación, sin sección, vol. 356, exp. 5.

### Englisch
- Christina Bueno: The Pursuit of Ruins: Archaeology, History, and the Making of Modern Mexico. University of New Mexico Press, Albuquerque 2016, ISBN 978-0-8263-5732-8.
- Charles Mann: 1491: New Revelations of the Americas Before Columbus. Knopf, 2005, ISBN 1-4000-4006-X.
- Michael Coe, Thames & Hudson: Mexico: From the Olmecs to the Aztecs. 2004, 5th edition, ISBN 0-500-28346-X.
- Richard A. Diehl: The Olmecs: America's First Civilization. Thames & Hudson, 2004, ISBN 0-500-02119-8.
- Kay Marie Porterfield, Emory Dean Keoke: American Indian Contributions to the World: 15,000 Years of Inventions and Innovations. Checkmark Books, 2003, paperback edition, ISBN 0-8160-5367-7.
- Michael Snodgrass: Deference and Defiance in Monterrey: Workers, Paternalism, and Revolution in Mexico, 1890–1950. (Cambridge University Press, 2003)(ISBN 0-521-81189-9)
- Michael C. Meyer, William L. Sherman, Susan M. Deeds: The Course of Mexican History. Oxford University Press, 2002, ISBN 0-19-514819-3.
- Alfredo Lopez Austin, Leonardo Lopez Lujan: Mexico's Indigenous Past. University of Oklahoma Press, 2001, ISBN 0-8061-3214-0.
- Anthony Aveni: Skywatchers: A Revised and Updated Version of Skywatchers of Ancient Mexico. University of Texas Press, 2001, ISBN 0-292-70502-6.
- Joyce Kelly: An Archaeological Guide to Central and Southern Mexico. University of Oklahoma Press, 2001, ISBN 0-8061-3349-X.
- Richard E. W. Adams: Prehistoric Mesoamerica: Revised Edition. University of Oklahoma Press, 1996, ISBN 0-8061-2834-8.
- Guillermo Bonfil Batalla: Mexico Profundo. University of Texas Press, 1996, ISBN 0-292-70843-2.
- David Stannard: American Holocaust: The Conquest of the New World. Oxford University Press, 1993, Rep edition, ISBN 0-19-508557-4.
- Miguel Leon-Portillo: The Broken Spears: The Aztec Account of the Conquest of Mexico. Beacon Press, 1992, ISBN 0-8070-5501-8.
- Paul Horgan, Holt, Rinehart and Winston: Great River, The Rio Grande in North American History. reprint, 1977, in one hardback volume, ISBN 0-03-029305-7.